# 漱石先生ぞな、もし
『漱石先生ぞなもし』は日本の作家、半藤一利によるエッセーである。夏目漱石にまつわる100あまりのエピソードが紹介される。新田次郎文学賞を受賞した。

## 内容概要
- 第1話 「べらんめえ」と「なもし」
  - 松岡譲（漱石の長女、筆子の夫で半藤の義父）から受け継いだ、『坊つちやん』を含む本の欄外に、漱石の松山中学の同僚教師、横地石太郎（赤シャツのモデルに擬せられている）、弘中又一（坊つちやんに擬せられる）による、詮索、思い出、考証の書き込みがあるのを見つける。漱石が『坊つちやん』で描いたエピソードの元ねたが考証され、『坊つちやん』の江戸弁の軽口と伊予弁の対比の魅力が語られる。薀蓄としては、「日清談判破裂して…」と歌われる「欣舞節」の吾妻艦の話が紹介される。
- 第2話　漢学を好んだこと
  - 23歳の子規が向島での感興を漢詩・短歌など7つの形式で表現した『七草集』に、漱石は読後感を漢文でしたためて9首の七言絶句をつけた際に、「漱石」の号をはじめて用いた。明治の文学者の雅号の来歴が紹介される。『吾輩は猫である』のなかの漢文、禅語の記述についても紹介される。
- 第3話 ロンドンの憂鬱
  - ロンドン留学時代のエピソードとして、池田菊苗から受けた影響や、日英同盟に関する漱石の感想などが紹介される。漱石ノイローゼ説は、漱石が1年やそこいらでまとまる研究にロクなものがないと思っている漱石が文部省からの催促に怒って全編白紙の報告書を送ったことが原因であったという説が紹介される。
- 第4話 恋猫や主人は心地例ならず
  - 『吾輩は猫である』に関するいくつかのエピソードがかかれる。明治40年に講談で『猫』が演じられている看板をみて漱石が驚いた話や、近年名古屋弁の『猫』の朗読テープをきいたエピソードなどが紹介される。
- 第5話 ホームドラムの主人
  - 家庭での漱石や、ロンドン留学中の鏡子夫人との手紙のやりとりが紹介される。
- 第6話 ストレイ・シープ
  - 『三四郎』の近代的女性として書かれた三禰子が調べられる。広田先生や三四郎の身長の記述から三禰子の身長が150cmぐらいだと推定されて著者の予想ははずれる。
- 第7話 銀杏返しの女たち
  - 『それから』の三千代や『草枕』の那美など漱石が好んで登場させた女性の髪形の銀杏返しについて考察される。
- 第8話 教師として師として
  - 松山時代の漱石の授業の様子や、漱石の弟子として芥川龍之介、長塚節のエピソードが紹介される。漱石に傾倒したセルゲイ・エリセーエフが、アメリカへ亡命後、彼の進言によって神田古本街を空襲から救った話が紹介される。
- 第9話 汽車とビールと博覧会
- 第10話 ある日の漱石山房
- 第11話 生涯に三度のバンザイ
  - 「万歳」は明治22年に帝国憲法発布の観兵式行幸で大学生が歓呼したのに始まる。芥川龍之介のエッセーに漱石は生涯3度しか万歳を唱えなかったと語っていることが記されている。その3回を探索することと、漱石の天皇観などが考察される。

## 書誌情報
- 『漱石先生ぞな、もし』 、半藤一利(著)、文藝春秋刊 (1992/09)　ISBN 9784163468105
- 『漱石先生ぞな、もし』 、半藤一利(著)、文春文庫 (1996/03)　ISBN 4167483041